# Neptis symada
Neptis symada är en fjärilsart som beskrevs av Hans Fruhstorfer 1907. Neptis symada ingår i släktet Neptis och familjen praktfjärilar. Inga underarter finns listade i Catalogue of Life.